# Famille Estienne (imprimeurs)
Pour les articles homonymes, voir famille d'Estienne et Estienne.
Cette page explique l’histoire ou répertorie les différents membres de la famille Estienne.
La famille Estienne, famille d’imprimeurs, est originaire de Provence et s’installa à Paris à la fin du XVe siècle. Vers 1505, elle s’installe à Paris, dans le quartier Saint-Jacques. Cette famille illustre, résume en elle seule, l’érudition et la science grammaticale du XVIe siècle.

## Filiation
- Geoffroy Estienne, co-seigneur de Lambesc et de Venelles, épouse Louise de Montolivier
  - Henri Estienne l’Ancien (c. 1460‒1520), imprimeur-libraire, sa veuve Guyonne Viart épouse Simon de Colines (c. 1475‒1546), son associé
    - François Estienne l’Ancien (c. 1502‒1553)
    - Robert Estienne (1503-1559), épouse Perrette Bade, fille de l'imprimeur Josse Bade
      - Henri Estienne (1528-1598)
        - Florence Estienne, épouse Isaac Casaubon (1559‒1614)
        - Paul Estienne (1566‒1627)
          - Antoine Estienne (1594‒1674)

      - Robert II Estienne (1530‒1571)
        - Robert III Estienne (c. 1559‒c. 1629)
        - Henri III Estienne
          - Henri IV Estienne
          - Robert IV Estienne

      - François Estienne (c.1536-c.1582)
        - Gervais Estienne, imprimeur
        - Adrien Estienne, imprimeur

    - Charles Estienne (1504-1564)
      - Nicole Estienne (1545‒c. 1584) épouse Jean Liebault

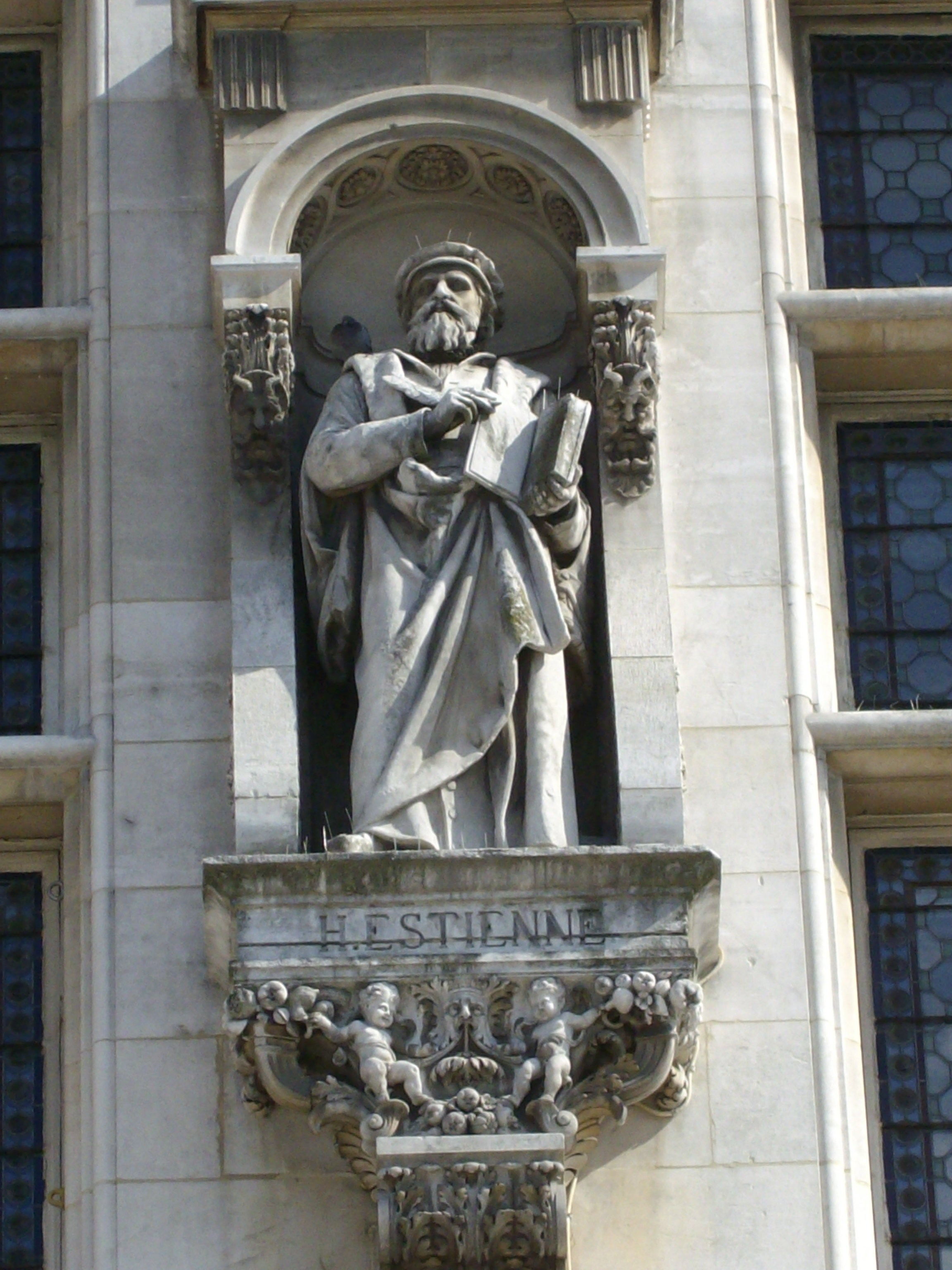
Henri II Estienne.
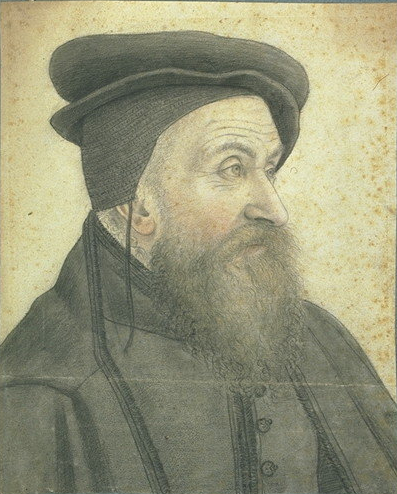
Charles Estienne.
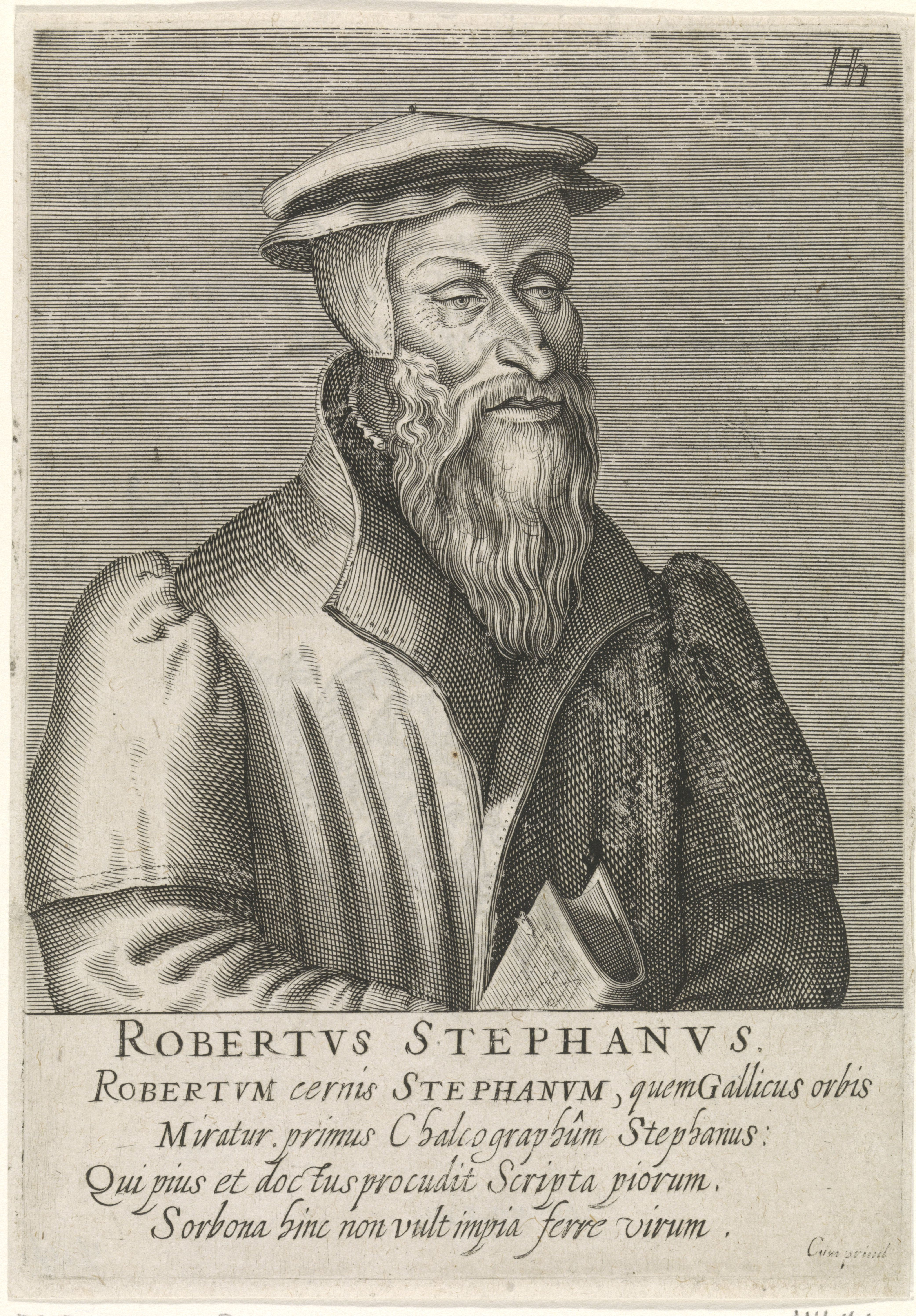
Robert I Estienne.
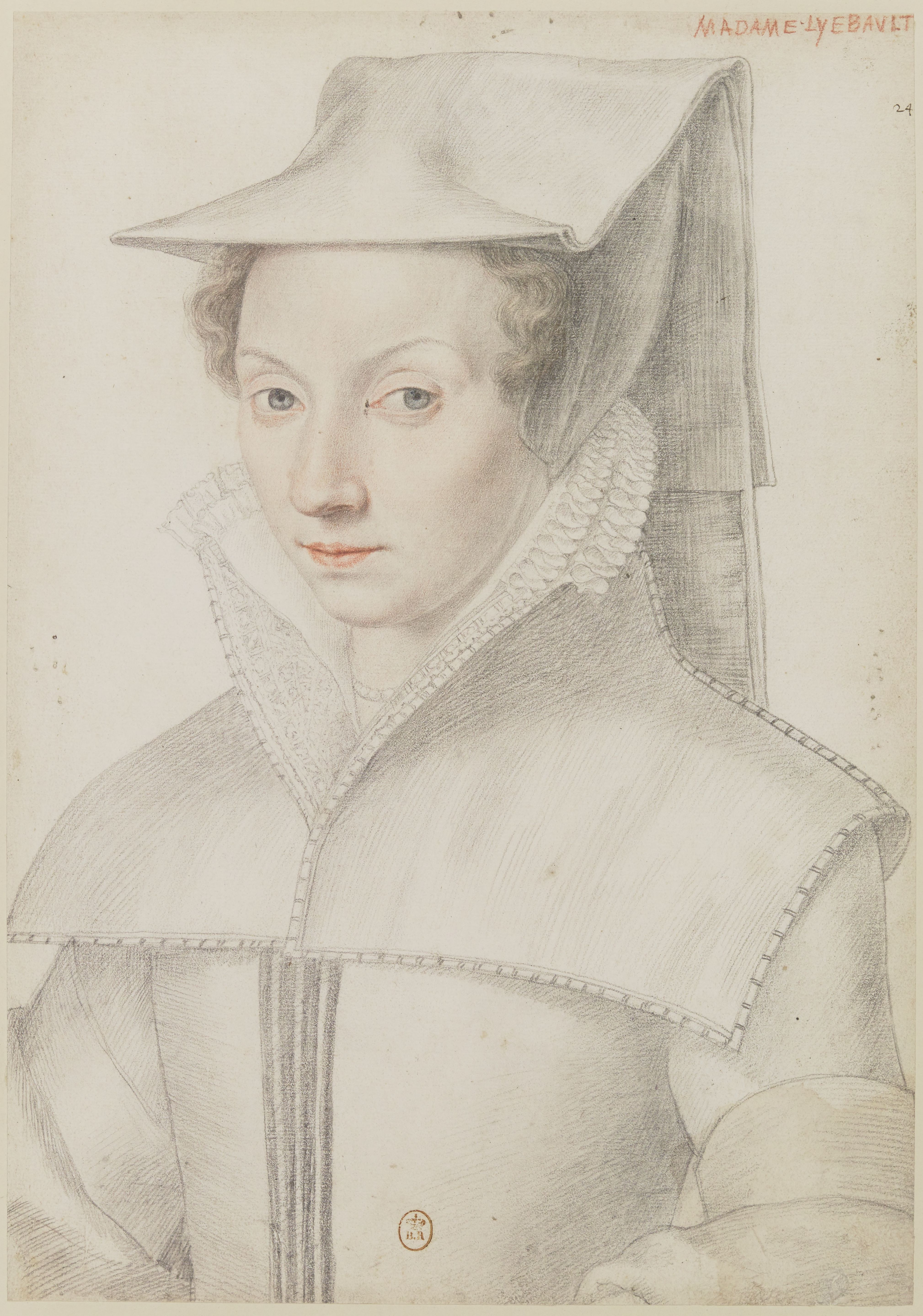
Nicole Estienne.

Plusieurs autres membres de cette famille exercèrent avec honneur leur profession à Paris et à Genève jusqu'à la fin du XVIIe siècle.
L'École supérieure des arts et industries graphiques de Paris est appelée l'École Estienne.

## Pour approfondir